# Santa Maria de Bastanist
Mare de Déu de Bastanist o Santa Maria de Bastanist és un santuari situat al peu de la serra del Cadí, al municipi de Montellà i Martinet (Cerdanya) que forma part de l'Inventari del Patrimoni Arquitectònic de Catalunya.

## Descripció
La construcció original ha estat greument alterada al llarg dels segles. L'església en l'actualitat és una construcció de pedra i maçoneria i coberta de pissarra. Absis circular de pedra, que queda exteriorment ocult a causa de les edificacions que l'envolten i que és l'únic element original. És una església d'una sola nau, amb arcs formers i volta de canó. Creuer amb volta apuntada i paviment de cairó.
Als peus hi ha un cor de fusta. Portada d'arc de mig punt amb dovelles. A la clau hi ha la data de 1705. La porta de fusta amb motllures clavades és del segle xix. També s'hi veu un òcul a la façana. Té una torre campanar a la capçalera amb merlets. L'església queda coberta per edificacions posteriors pel capçal i el costat nord.

## Història
El Santuari es troba als peus del Cadí en el seu costat septentrional, a 1250 m d'altitud. Segons la llegenda, l'origen del Santuari es remunta al 705, quan s'hi va trobar una Mare de Déu. Altres fonts indiquen que la imatge de la Verge de Bastanist va ser trobada per un jove pastor al mateix lloc on es va fer l'edificació, segons conten l'any 1109. Els experts l'havien datat a l'entorn de 1150. Actualment s'hi venera una reproducció de l'anterior talla policromada.
Per la documentació de donacions, es té notícies de l'església datades des de l'any 1322. A la llinda de la porta hi ha gravada la data de 1704 que va ser reedificada. De la seva època romànica només queda l'absis i una petita part de la nau. Va sofrir greus danys per les tropes franceses el 1790 i el 1804 i va ser incendiada durant la guerra civil espanyola l'any 1936, i es va reformar novament l'any 1949. La imatge de la Mare de Déu del Boix, venerada fins al 1936, era romànica i desaparegué a un incendi. Actualment hi ha una còpia de la Mare de Déu de Núria. El Santuari ha estat saquejat pels francesos en diverses ocasions, entre d'altres als anys 1790 i 1818.